# 雑炊

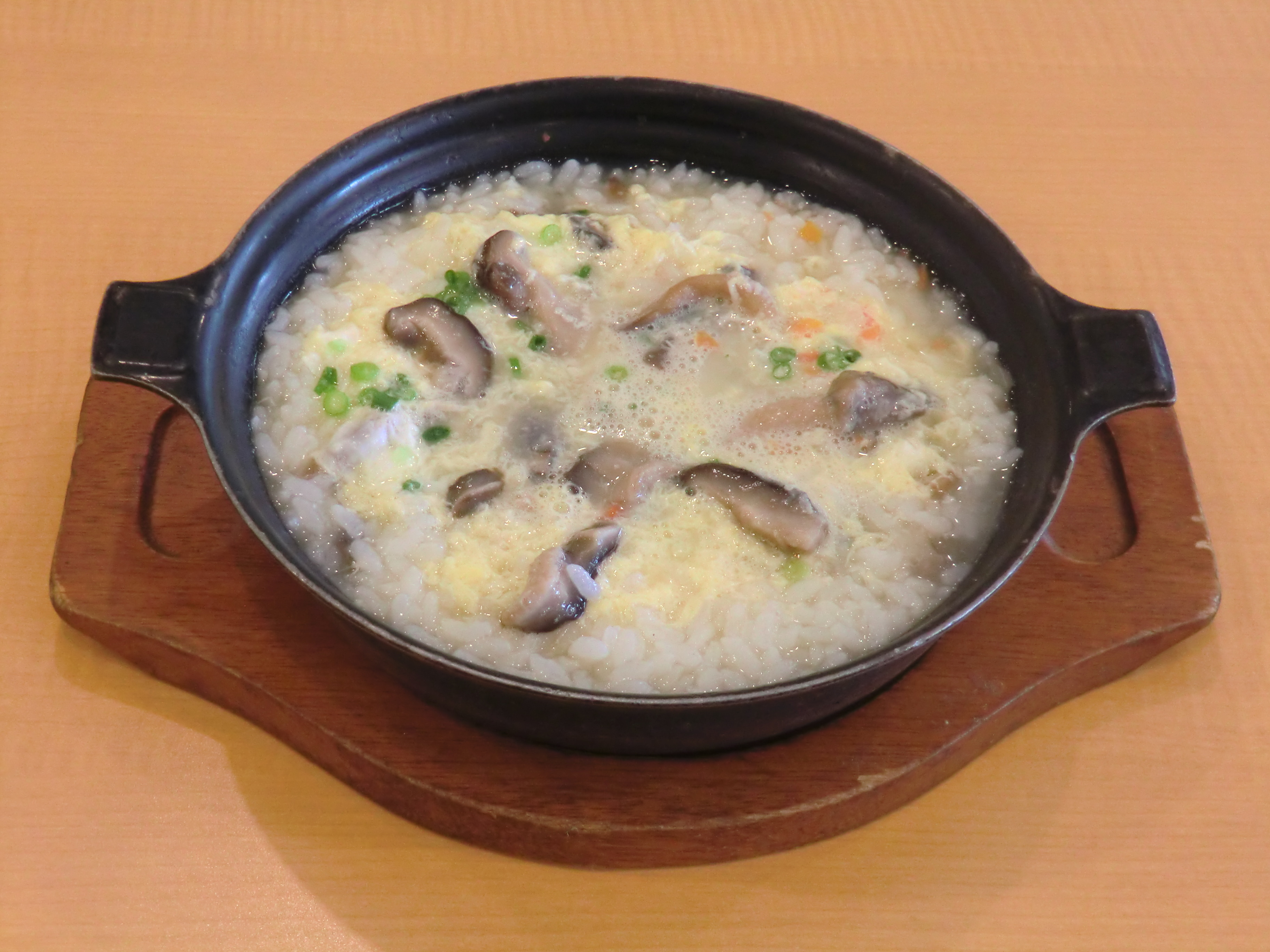
きのこ雑炊

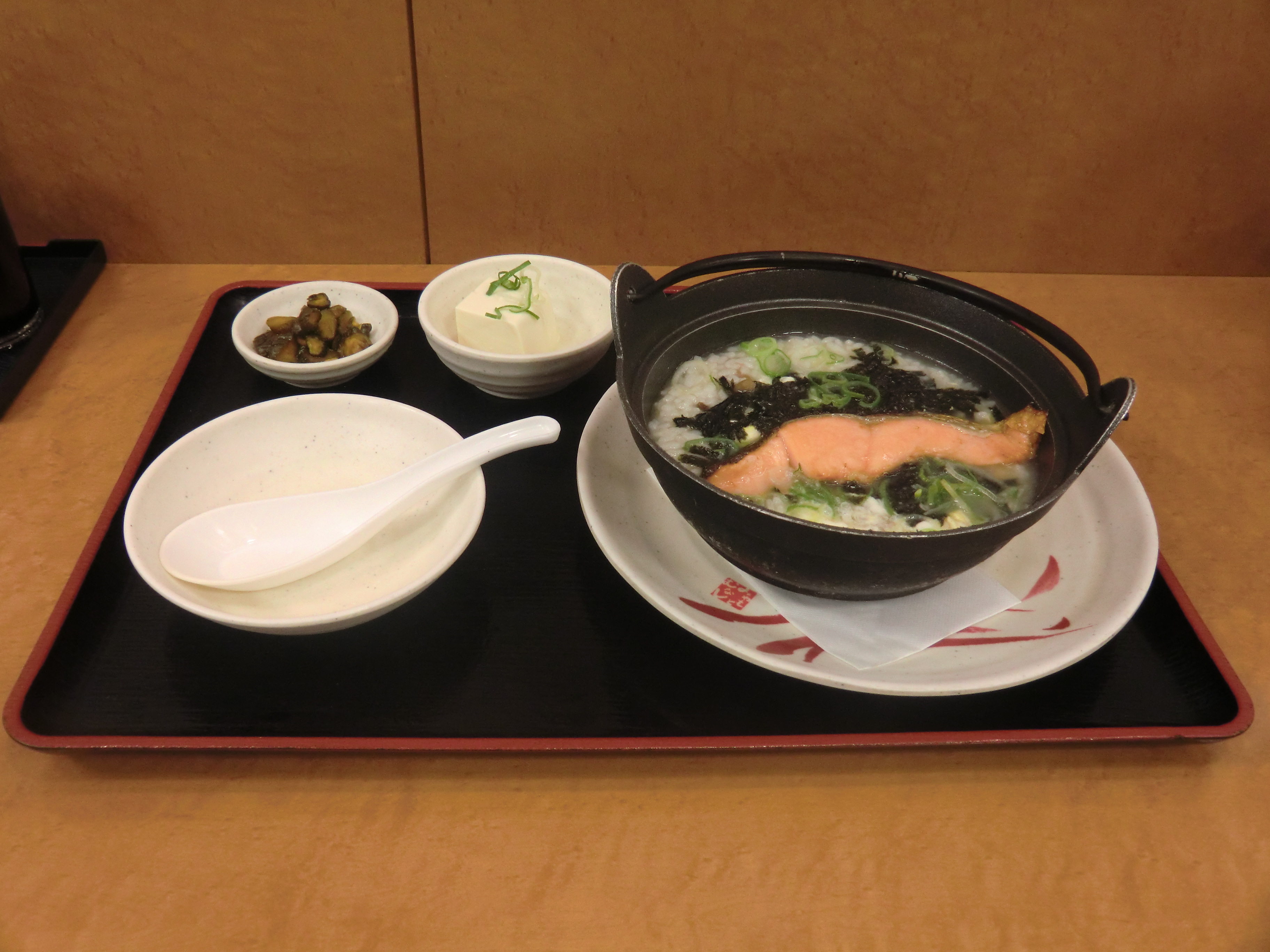
鮭雑炊

雑炊（ぞうすい）は日本料理で、醤油や味噌などの調味料で味を付け、肉類や魚介類、キノコ類、野菜などとともに飯を煮たり、粥のように米から柔らかく炊き上げた料理である。卵をかけ回して食べることもある。おじや、こながき、糝（味噌水、みそうず）とも呼ばれ、冬の季語でもある。
米で作られることが一般的だが、脱穀したソバの実を使ったそば米雑炊（徳島県）や大麦を使った麦雑炊（東京都八丈町）も存在する。

## 概要
米飯の保温や再加熱が容易でなかった時代には、冷や飯の再利用方法のひとつとして味噌汁などと混ぜたりして家庭でも頻繁に作られていた。現在では鍋料理の残り汁を利用した締めや、体調不良時の栄養補給として粥と同じように用いられることが多い。

## 由来
室町時代までは「増水（ぞうすい）」と呼ばれていた。水を入れてかさ増しした米飯が存在し、室町時代の国語辞書である『下学集』にも記載が残っている。
しかし、江戸時代以降に他の具材を加えるようになったことから、「雑に炊く」と書く「雑炊」が当て字で「ぞうすい」と表記されるようになった。
おじやは雑炊の女房言葉で、雑炊を炊く音(じやじや)に接頭辞の「お」をつけたものとする説がある。

## 種類
- まる雑炊 - 主にすっぽん鍋の後に残る出汁に飯を入れ、炊いたもの。
- ふぐ雑炊 - 主にふぐ鍋の後に残る出汁に飯を入れ、炊いたもの。
- とり雑炊 - 主に水炊き鍋の後に残る出汁に飯を入れ、炊いたもの。
- かに雑炊 - 主にかに鍋の後に残る出汁に飯を入れ、炊いたもの。
- すきやき雑炊 - 主にすきやき鍋の後に残る出汁に飯を入れ、炊いたもの。
- しゃぶしゃぶ雑炊 - 主にしゃぶしゃぶ鍋の後に残る出汁に飯を入れ、炊いたもの。

家庭料理として作る場合には、汁物の残りや煮物の汁など、さまざまなものを利用することがある。

## ジューシー

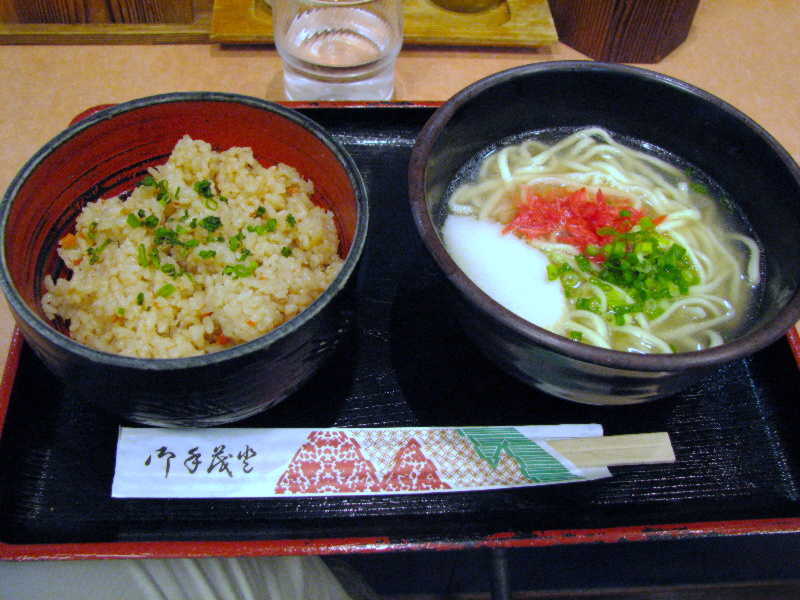
沖縄料理のジューシーと沖縄そばのセットメニュー

沖縄では雑炊（雑炊飯）の転訛でジューシー（ジューシーメー）と呼ばれる。生米から炊き上げる通常の炊き込みご飯も水分の多い雑炊も共にジューシーと呼称される。厳密にいえば、炊き込みご飯はクファジューシー（硬い雑炊）、雑炊はヤファラジューシー（柔らかい雑炊）と区別される。
クファジューシーは特徴は炊き込み時にラードやマーガリンを加えることである。具材は三枚肉、ヒジキ、ニンジン、シイタケ、こんにゃくなどが定番である。ヤファラジューシーには三枚肉などの豚肉や、フーチバー（ヨモギの葉）、カンダバー（サツマイモの葉）、チンヌク（サトイモ）、アーサ（ヒトエグサ）などが用いられる。仕上げとして生卵やマーガリンを落とすことも一般的である。戦前までは甘藷を主食とした沖縄では、たまの機会に食べる米のご飯は贅沢品であった。現在も慶事や仏事の節目のご馳走として特別なジューシーが作られる。
- ウンケージューシー[8]（お迎え雑炊）- 旧暦7月13日（お盆の入り）に仏前に供える。
- トゥンジージューシー[8]（冬至雑炊）- 冬至（旧暦11月23日前後）の祝いとして作る。ヒヌカンや先祖に供え、無病息災と家庭の繁栄を祈願する。

## 雑炊食堂
1942年（昭和17年）、第二次世界大戦下で食糧事情が逼迫すると、市中の食堂は外食券を持つ者だけに食事を提供する外食券食堂が中心となった。一方、この制度外で外食券を持たない者に食事を提供する場として、1944年（昭和19年）からは雑炊食堂が制度化された。東京都内では上野松坂屋、浅草松屋などのデパートや百貨店の食堂も雑炊食堂に衣替えするなど約150軒を数えた。提供される雑炊は規格化され、米5勺（約50ミリリットル）に野菜や魚介類を3-4品を煮込み、出来上がり量2合5勺、120-130匁を基準とした。定価は場所により変動し、20銭-30銭とされた。